# Acmana
Acmana é um gênero de traça pertencente à família Arctiidae.